# Fontès
Fontès (okzitanisch: Fontés) ist eine französische Gemeinde mit 1.059 Einwohnern (Stand: 1. Januar 2022) im Département Hérault in der Region Okzitanien. Sie gehört zum Arrondissement Lodève und zum Kanton Mèze. Die Einwohner werden Fontésols genannt.

## Lage
Die Gemeinde Fontès liegt an der Boyne, etwa 21 Kilometer nordöstlich von Béziers bzw. etwa 50 Kilometer westlich von Montpellier. Umgeben wird Fontès von den Nachbargemeinden Cabrières im Nordwesten und Norden, Péret im Norden und Nordosten, Aspiran im Nordosten, Adissan im Osten, Nizas im Südosten, Caux im Süden sowie Neffiès im Westen.

## Bevölkerungsentwicklung
| Jahr                       | 1962 | 1968 | 1975 | 1982 | 1990 | 1999 | 2010 | 2020 |
| Einwohner                  | 795  | 802  | 726  | 750  | 797  | 788  | 955  | 1052 |
| Quellen: Cassini und INSEE |      |      |      |      |      |      |      |      |

## Sehenswürdigkeiten
- gotische Kirche Saint-Hippolyte aus dem 14. Jahrhundert

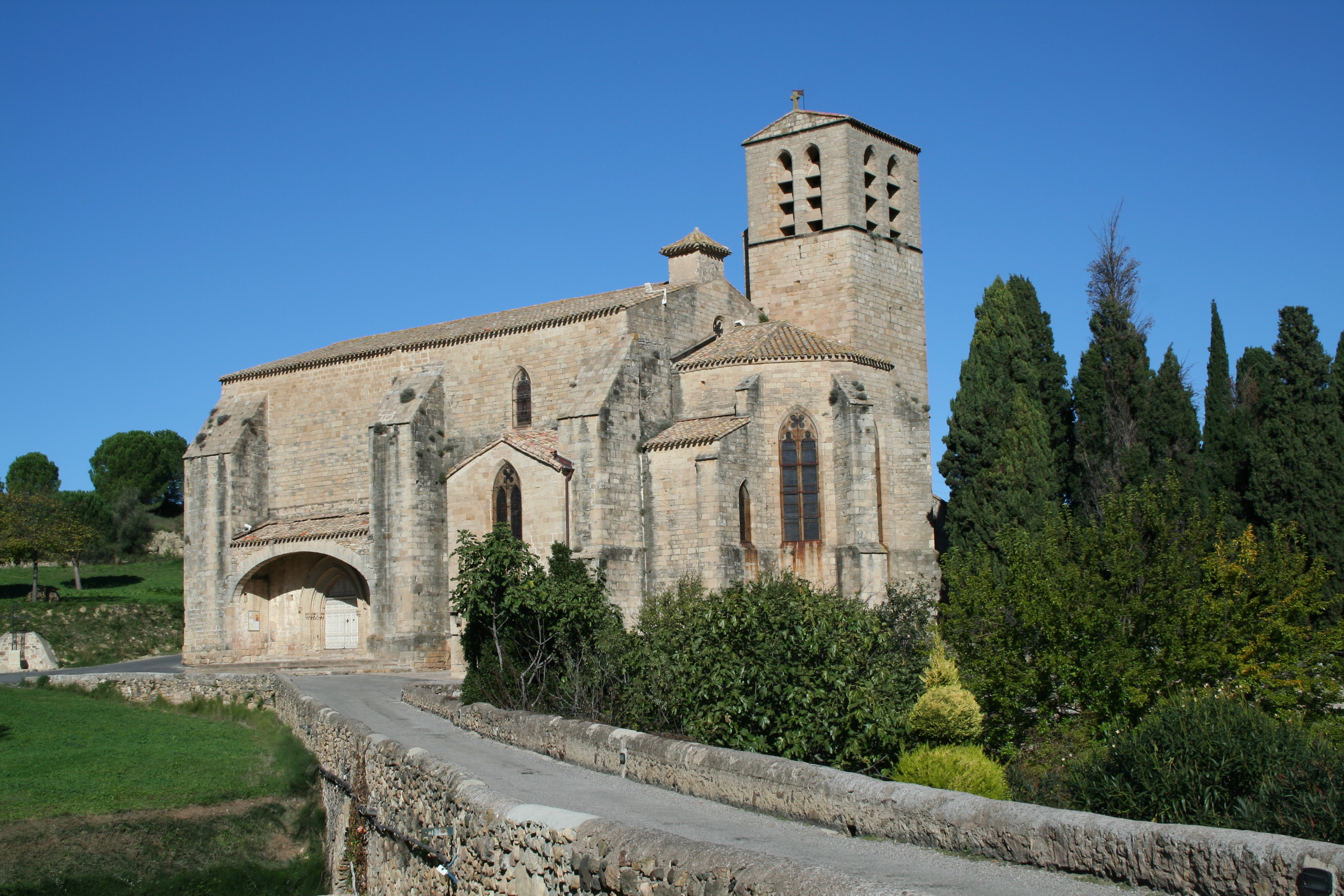
Kirche Saint-Hippolyte
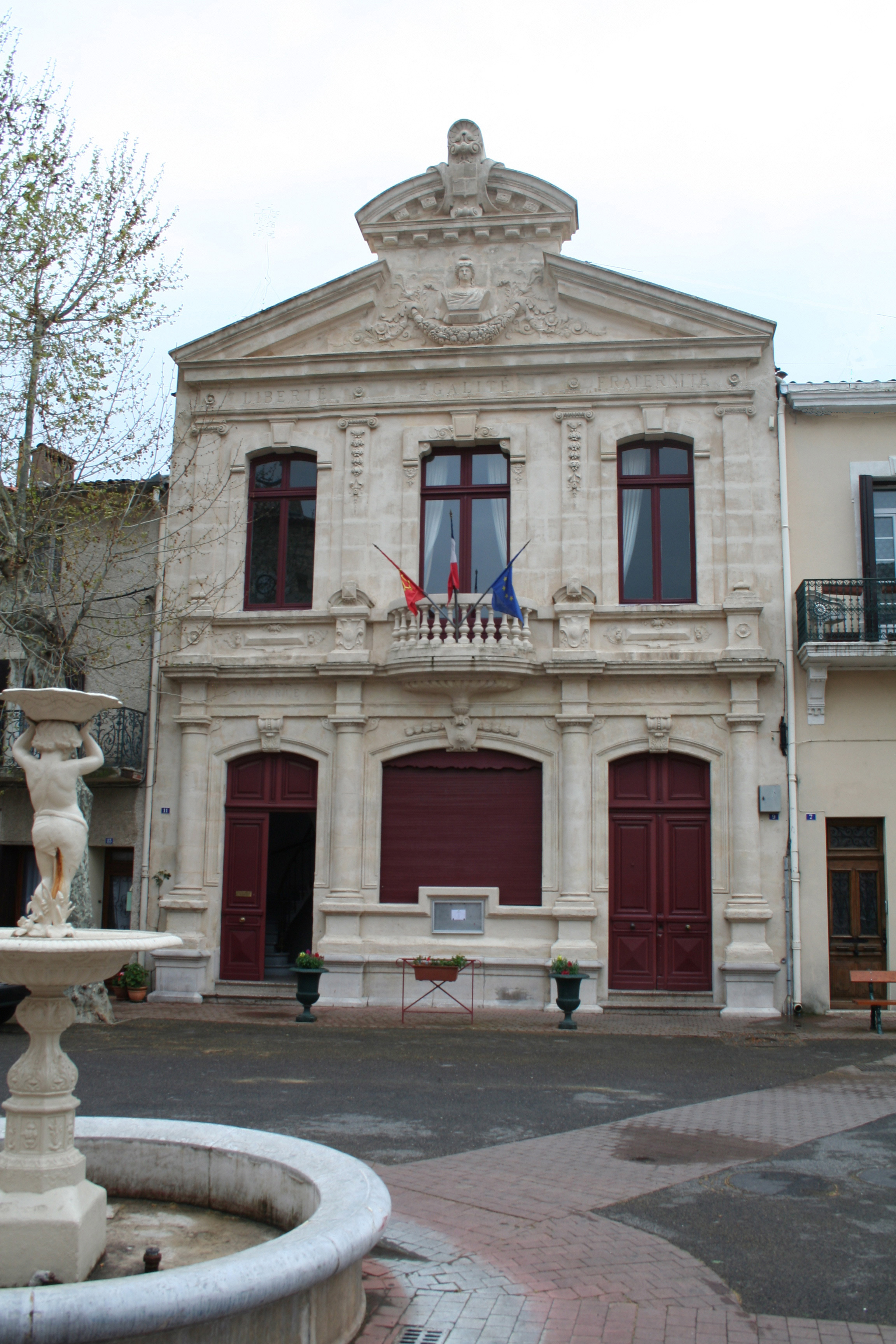
Rathaus (Mairie) von Fontès
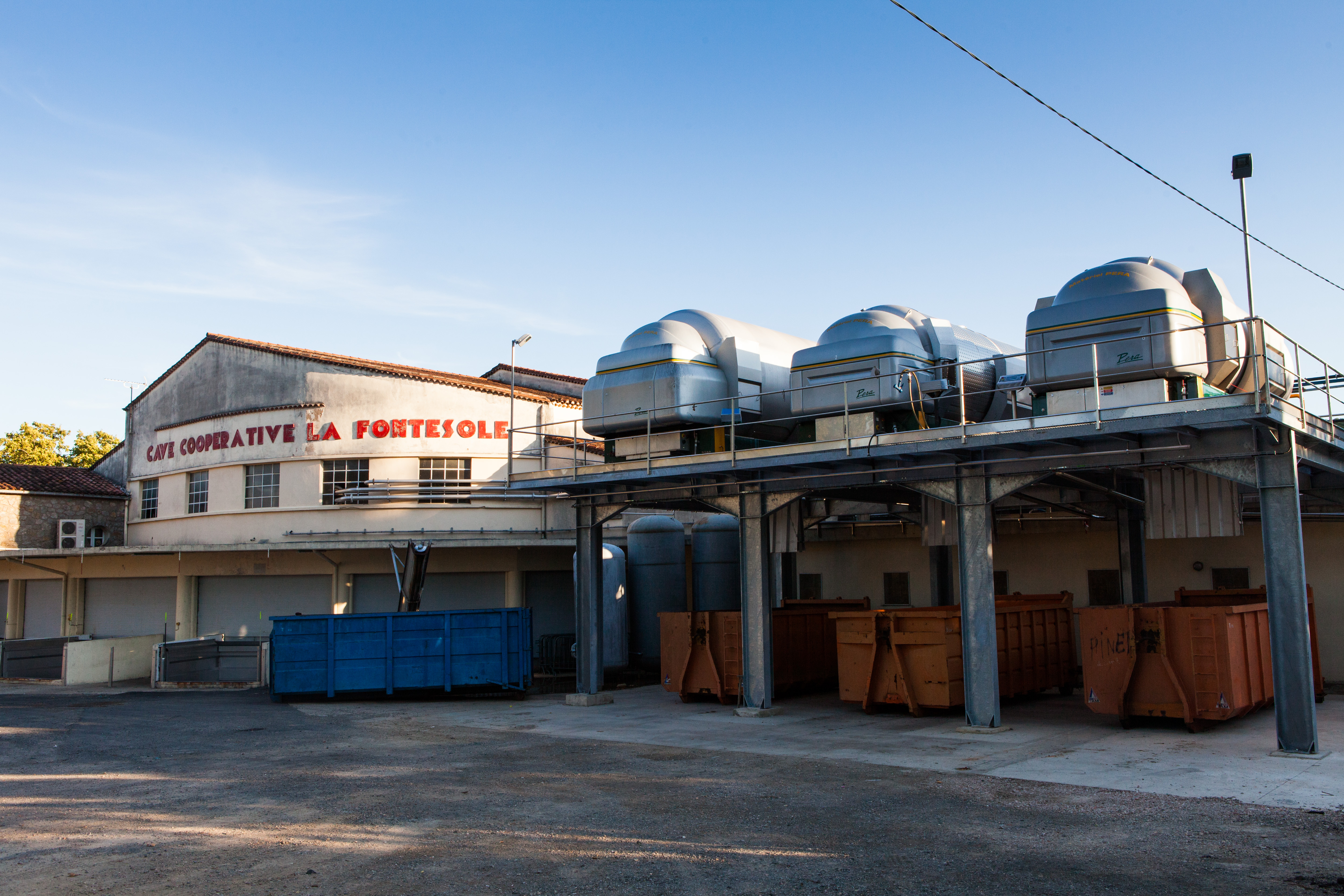
Winzergenossenschaft
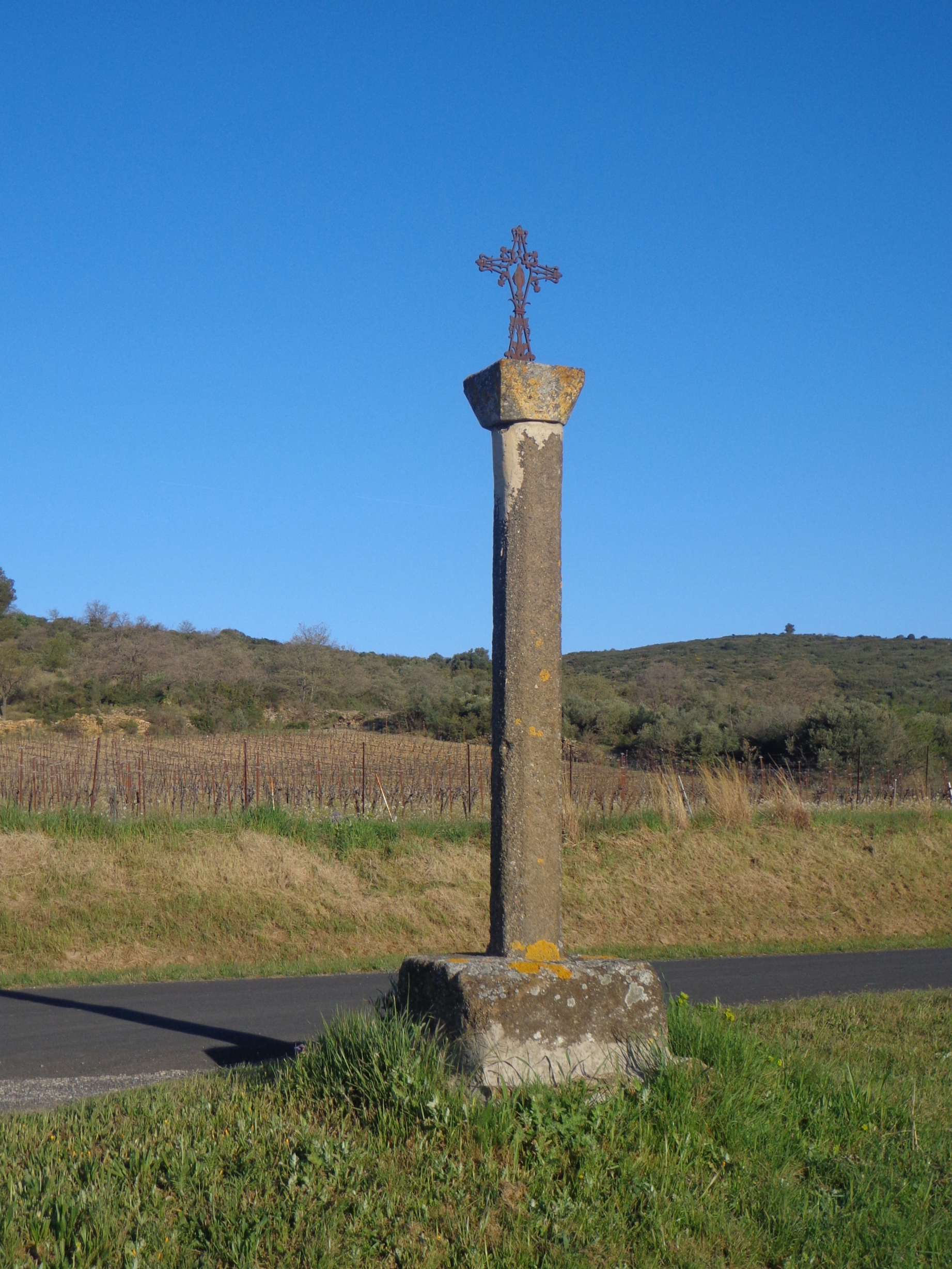
Flurkreuz
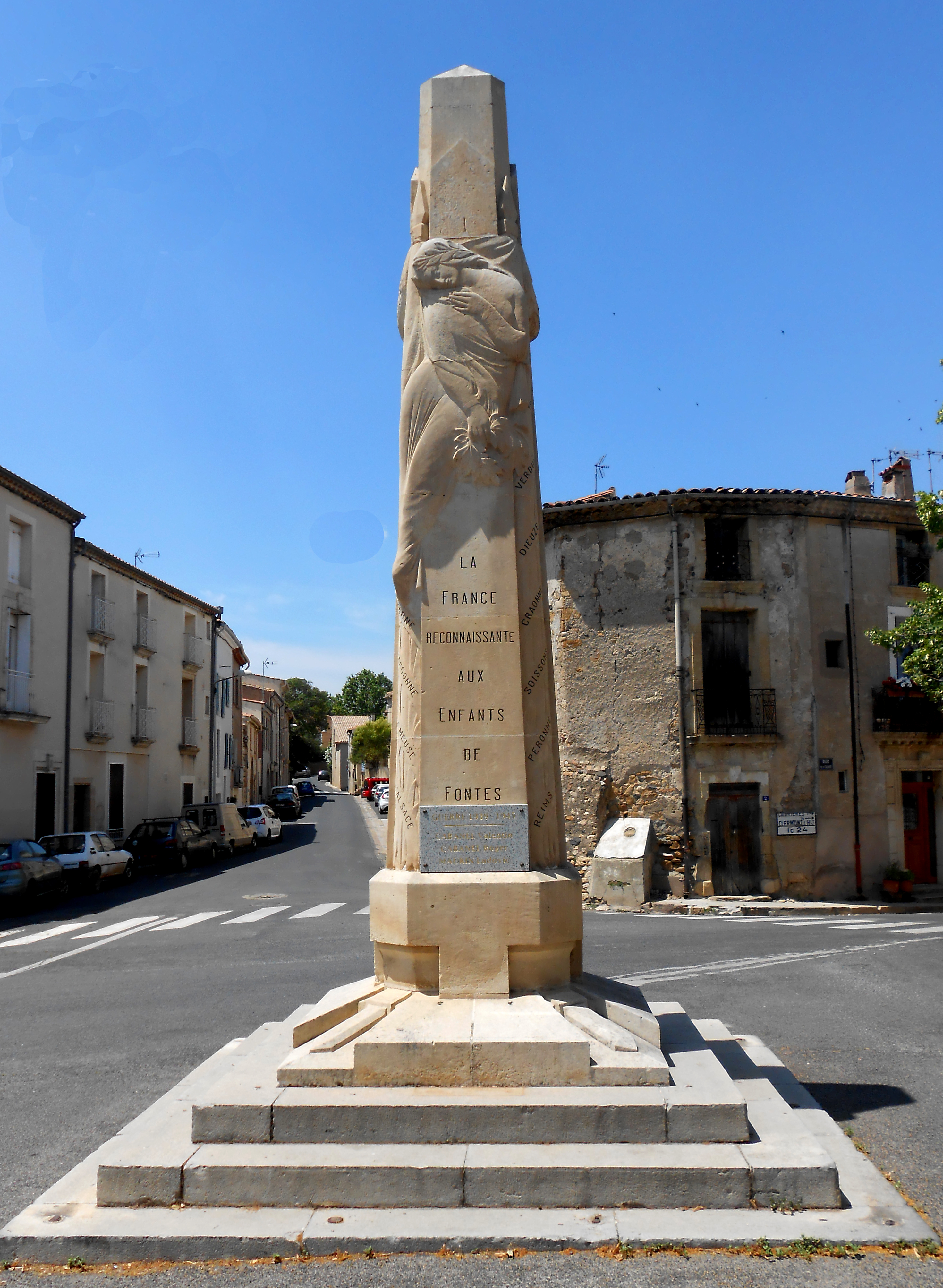
Gefallenendenkmal